# Michał Skrzypczak

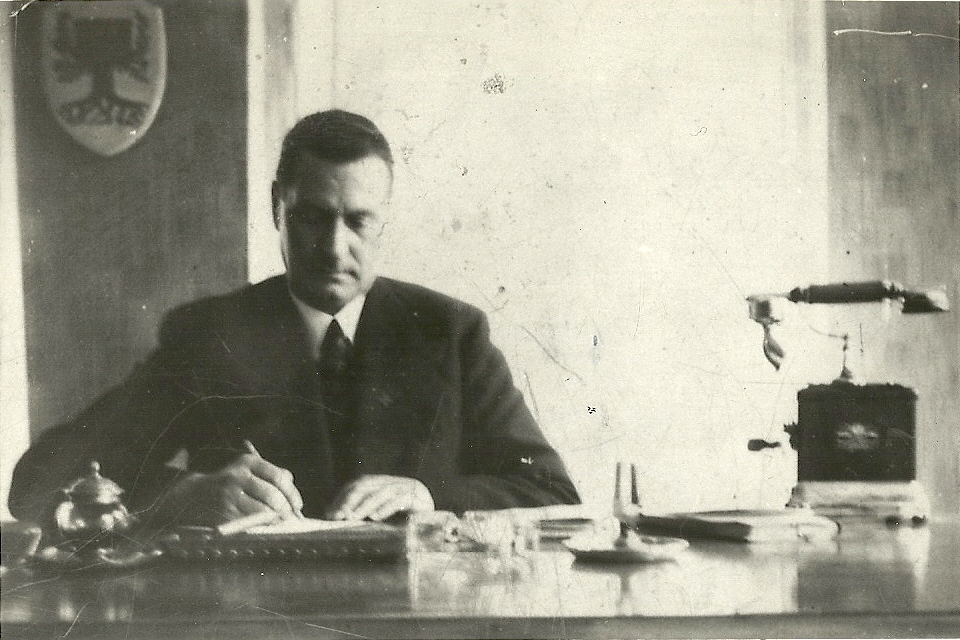
Michał Skrzypczak burmistrz Międzychodu 1928-1939

Michał Skrzypczak (ur. 27 września 1888 w Golinie, zm. 28 stycznia 1940 w Poznaniu) – polski polityk, samorządowiec, powstaniec wielkopolski, burmistrz Międzychodu w latach 1928–1939. Zamordowany 28 stycznia 1940 r. w Forcie VII w Poznaniu przez funkcjonariuszy Gestapo.

## Życiorys

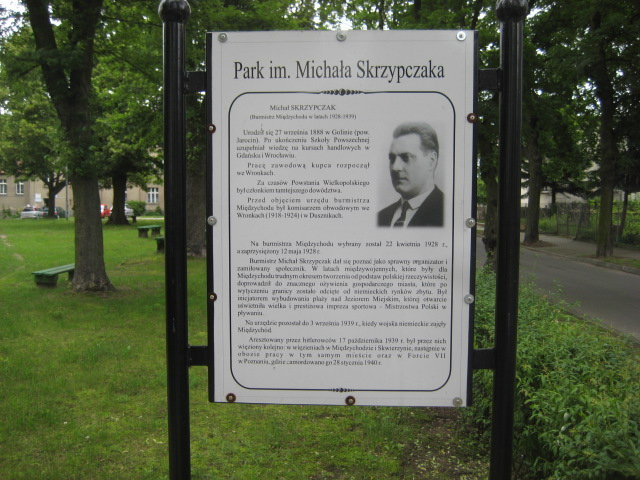
Tablica upamiętniająca Michała Skrzypczaka w Międzychodzie

Urodził się 27 września 1888 r. w Golinie koło Jarocina, w rodzinie Antoniego i Franciszki Andrzejczak. Po ukończeniu szkoły powszechnej uczył się prywatnie, a następnie ukończył kursy szkół handlowych w Gdańsku i Wrocławiu. Do 1914 pracował we Wronkach jako kupiec. W szkole powszechnej brał udział w strajku szkolnym w Golinie. W okresie nauki, jak i po rozpoczęciu pracy zawodowej angażował się w działalność Młodzieży Kupieckiej, towarzystwa śpiewaczego, bractwa kurkowego, Towarzystwa Przemysłowego, Towarzystwa Robotniczego i Sokoła.
W 1915 powołany do służby w niemieckiej Landwerze (wojska rezerwowe), był kancelistą w Kłajpedzie. 19 listopada 1918 zwolniony ze służby, powrócił do Wronek, gdzie wszedł w skład Rady Robotniczej i żołnierskiej. Uczestniczył w zbrojnych przygotowaniach do powstania wielkopolskiego. Od 30 grudnia brał udział w akcji wyzwolenia Wronek, następnie 6 stycznia 1919 uczestniczył w zdobyciu Miałów. Z ramienia Powiatowej Rady Ludowej sprawował nadzór nad niemieckimi komisariatami obwodowymi we Wronkach, był zastępcą komendanta na obwód Wronki I.
W okresie międzywojennym przeszedł do pracy w samorządzie terytorialnym. W latach 1918–1924 pełnił funkcję komisarza obwodowego we Wronkach, a w 1924 – 1928 w Dusznikach. Od 12 maja 1928 był burmistrzem Międzychodu oraz członkiem tamtejszego Powiatowego Komitetu Wychowania Fizycznego i Przysposobienia Wojskowego, przewodniczącym Rady Nadzorczej Szkoły Dokształcającej Zawodowej. Nastąpiło wówczas znaczne ożywienie gospodarki miasta, rozwój gimnazjum, uporządkowanie spraw finansowych i uaktywnienie kulturalnego życia miasta
1 września 1939 wraz z rodziną opuścił Międzychód w kierunku Warszawy, skąd powrócił, mimo ostrzeżeń nie spodziewając się zbrodniczych represji ze strony okupantów. Aresztowany 17 października 1939 wraz z innymi znaczącymi obywatelami miasta i osadzony w areszcie miejskim gdzie przebywał do 1 listopada 1939. Następnie został przewieziony do obozu przejściowego w Skwierzynie (niem. Geheime Staatzpolizei Hauflingzlager in Schwerin an der Warthe) nadzorowanego przez Gestapo w Kostrzynie. Śledztwo prowadzone przez Instytut Pamięci Narodowej, Komisję Ścigania Zbrodni Przeciwko Narodowi Polskiemu w Szczecinie wykazało, że Michał Skrzypczak zginął zamordowany w Forcie VII w Poznaniu 28 stycznia 1940. Miejsce jego spoczynku nie jest znane.

## Życie prywatne
Ze związku małżeńskiego z Marią Wallicht miał dzieci: Czesława (ur. 1921), Wiesławę (ur. 1922), Bożenę (ur. 1926), Aleksandrę (ur. 1927) i Jarogniewa (ur. 1933).

## Upamiętnienie
W 1991 w uznaniu zasług dla Międzychodu uchwałą Rady Miasta część parku miejskiego nazwano jego imieniem. W 2013 r. rodzina przekazała oryginalne dokumenty ocalałe z wojennej pożogi i obrazujące drogę służbową Michała Skrzypczaka na rzecz Muzeum Regionalnego w Międzychodzie.